# Izraelské dráhy

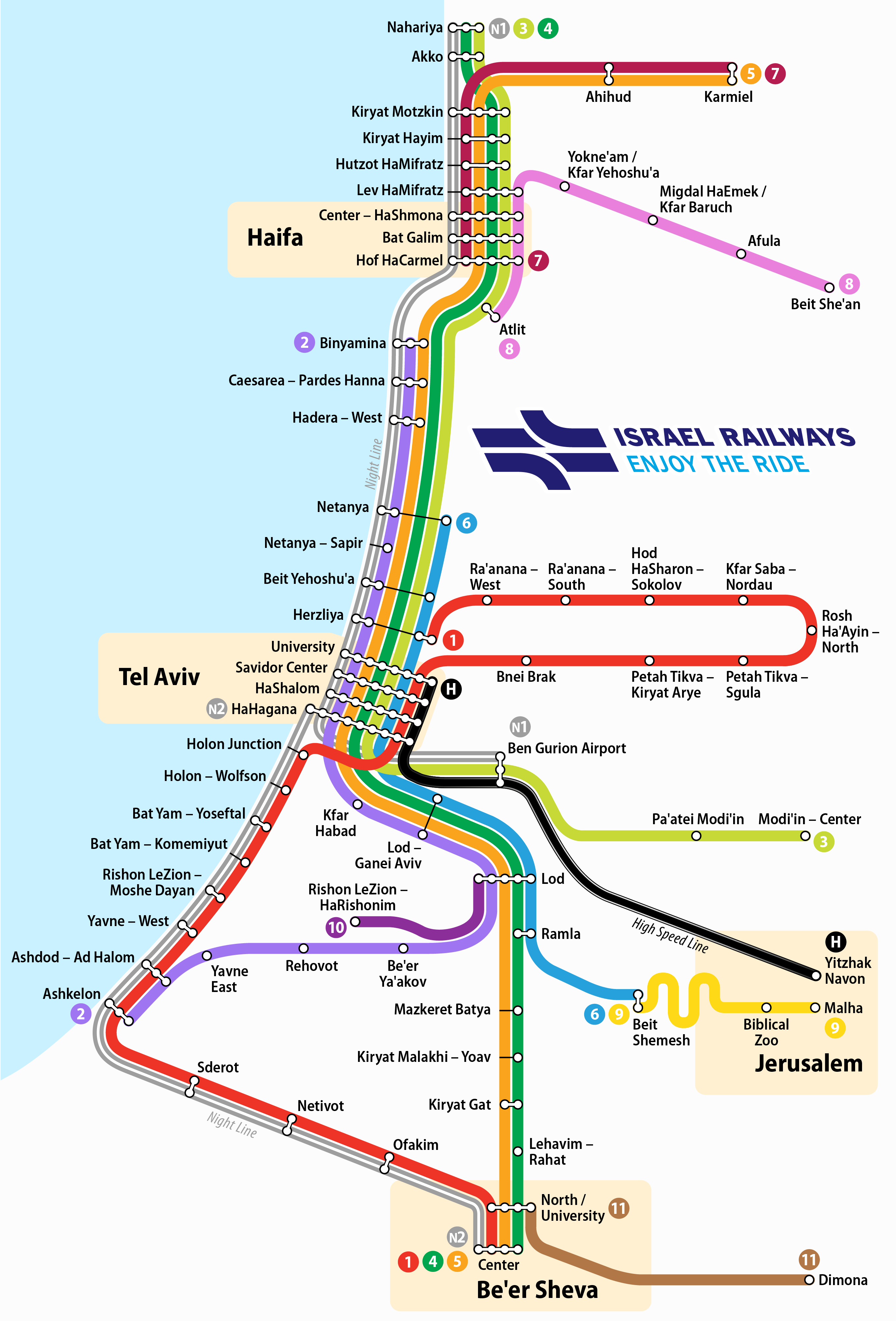
Schéma linkového vedení Izraelských drah

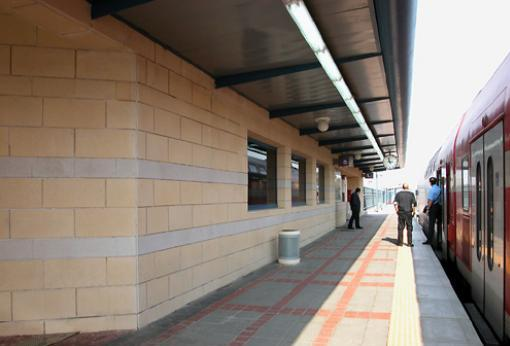
Železniční stanice Ašdod Ad Halom

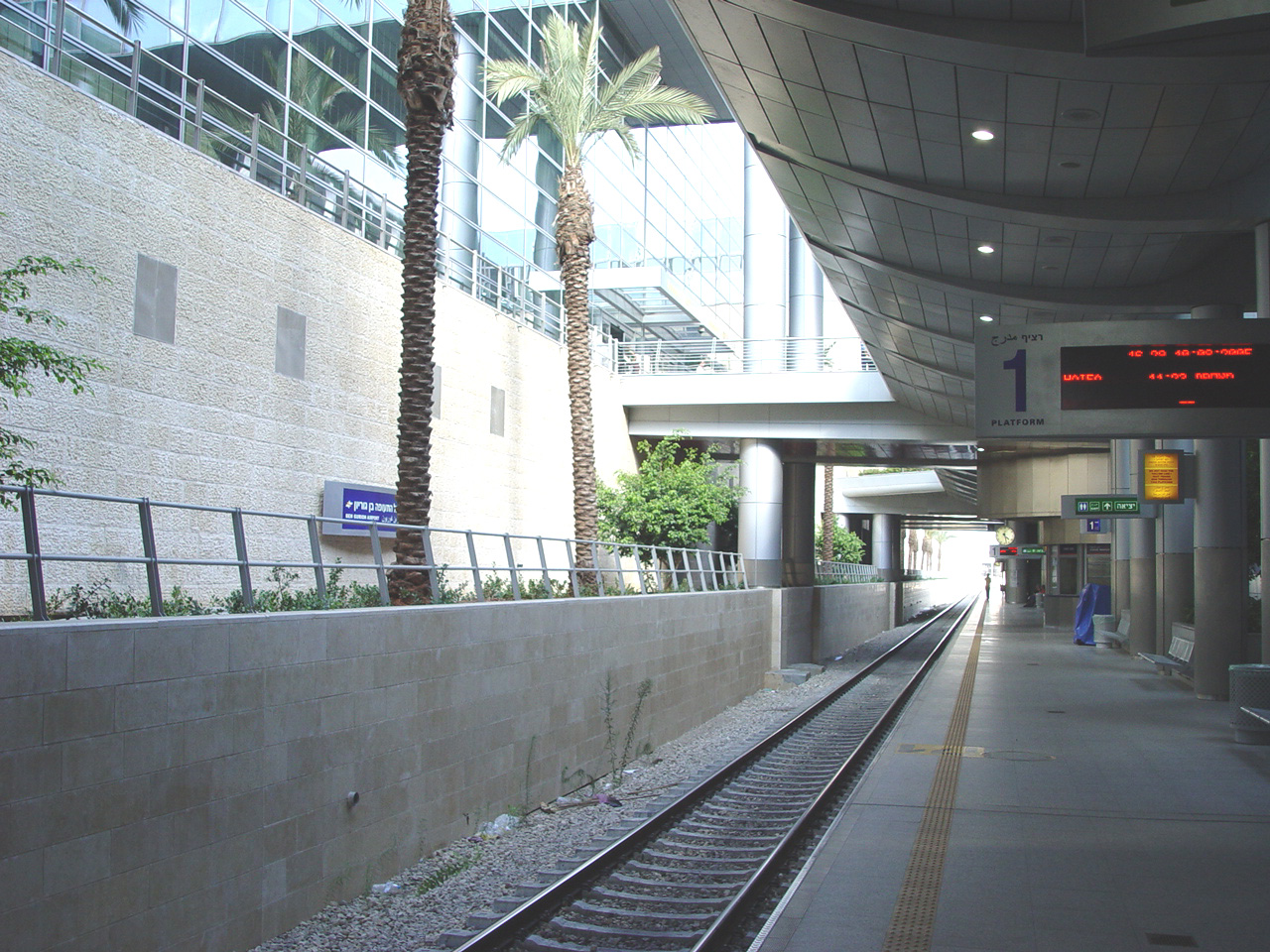
Železniční stanice Ben Gurionovo letiště

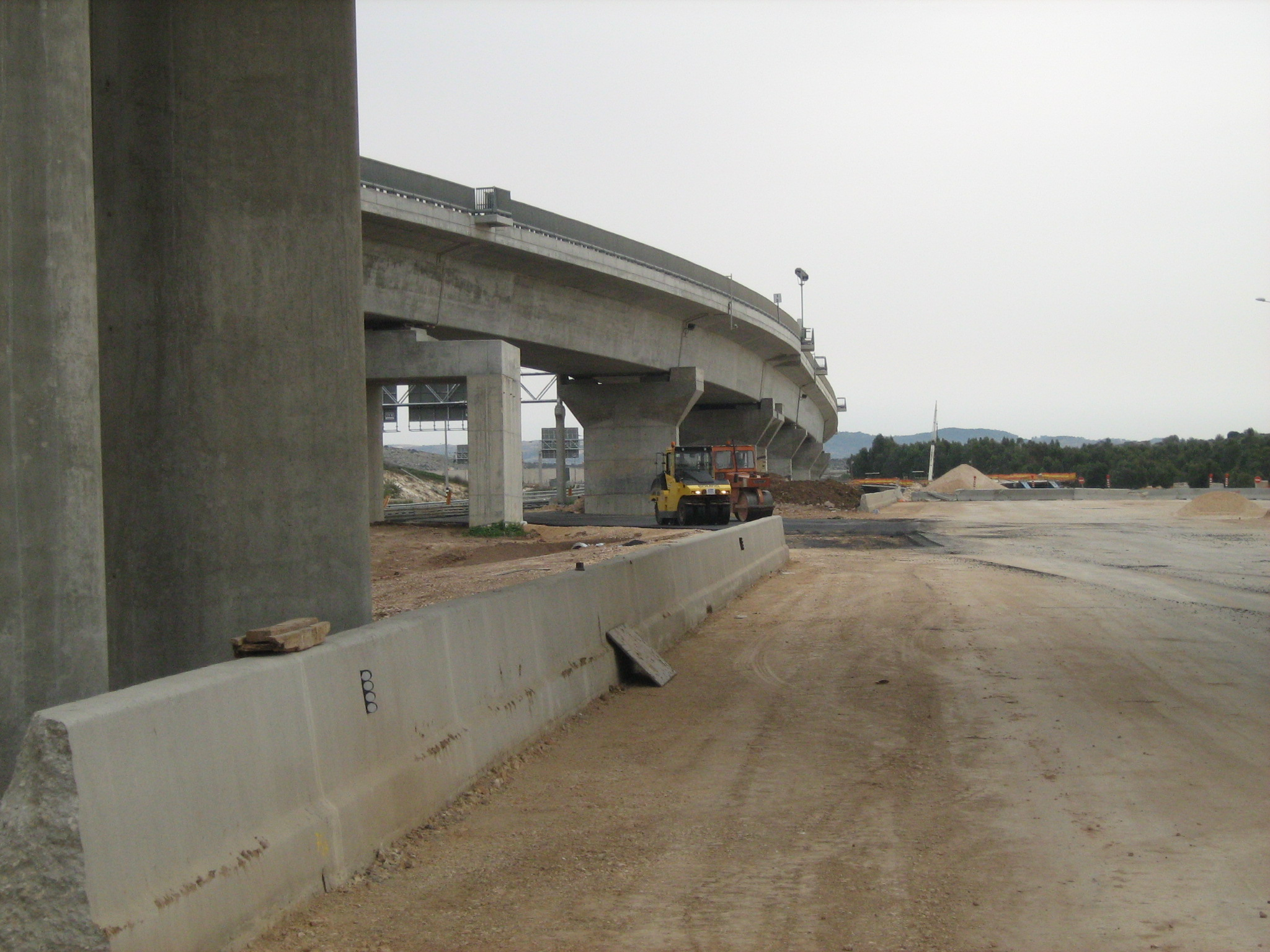
Železniční trať Tel Aviv-Modi'in, traťové těleso u křižovatky Anava (odbočka do Modi'in)

Izraelské dráhy (hebrejsky רַכֶּבֶת יִשְׂרָאֵל, v přepisu bez nikudu רכבת ישראל, Rakevet Jisra'el) je izraelská státní železniční společnost odpovědná za provozování meziměstské a příměstské osobní a nákladní železniční dopravy v Izraeli. Všechny tratě této společnosti jsou dvoukolejné o rozchodu 1435 mm a jejich celková délka je 913 kilometrů. Železniční síť je soustředěna v hustě osídlené oblasti izraelské pobřežní planiny, odkud vede radiálně z Tel Avivu do mnoha směrů.

## Dějiny
Pokládání prvních kolejí v tehdejší osmanské Palestině začalo roku 1890 a roku 1892 vjel první vlak na trati z Jaffy (dnes součást Tel Avivu) do Jeruzaléma. Výrazným skokem byla vojenskými účely motivovaná výstavba železničních tratí tureckou armádou v roce 1915 (trať do Beerševy). Během britského mandátu byla železniční síť stabilizována a napojena na sousední země (linie Bejrút-Haifa-Káhira). Provoz železnic měla tehdy na starosti společnost Palestine Railways. Po vzniku Izraele roku 1948 přešel provoz železnic na izraelský stát a vznikly Izraelské dráhy. V roce 1988 byly začleněny do nového podniku Izraelská přístavní a drážní správa. Mělo tak být docíleno lepší koordinace rozvoje dopravní infrastruktury. V roce 2003 byl podnik znovu osamostatněn a vznikla samostatná akciová společnost Izraelské dráhy, plně vlastněná státem.
Podnik podle údajů z roku 2008 zaměstnává 1900 lidí, roční obrat dosahuje cca 1 miliardy šekelů a 2 miliardy šekelů jdou na investice a rozvoj. Generálním ředitelem je Jaron Ravid.

## Železniční tratě
V Izraeli neexistuje jasné vymezení železničních tratí jako geograficky i provozně odlišených jednotek železniční dopravy. Místo toho dominuje dělení na jednotlivé spoje a linky, které často projíždějí napříč celým státem nebo několika tratěmi najednou. Historicky a geograficky se přesto dá rozlišit neoficiálně několik železničních tratí:
- železniční trať Tel Aviv - Jeruzalém (historické spojení pobřeží a Jeruzaléma z konce 19. století přes město Bejt Šemeš)
- Vysokorychlostní železniční trať Tel Aviv – Jeruzalém (vysokorychlostní nové spojení vedené přes mezinárodní letiště)
- železniční trať Tel Aviv - Modi'in (vysokorychlostní odbočka z nové trati Tel Aviv – Jeruzalém)
- železniční trať Tel Aviv - Beerševa (spojnice centra a jihu země)
- železniční trať Beerševa - Dimona (odbočka do vnitrozemí Negevské pouště + průmyslové vlečky až k Mrtvému moři)
- železniční trať Tel Aviv - Rišon le-Cijon (krátká nová trať do jižní části aglomerace Tel Avivu)
- železniční trať Tel Aviv – Bnej Darom (nová trať do jihozápadní části aglomerace Tel Avivu, propojená na jihu ve směru do Aškelonu)
- železniční trať Tel Aviv - Aškelon (spojení centra a jihu země)
- železniční trať Tel Aviv – Ra'anana (nová trať obsluhující severovýchod aglomerace Tel Avivu)
- pobřežní železniční trať (ze severu země do Tel Avivu)
- železniční trať Kirjat Gat - Aškelon (východozápadní spojka, jen pro nákladní přepravu)
- železniční trať Aškelon - Beerševa (nová trať)
- železniční trať Akko–Karmiel (nová trať od pobřeží na východ do Galileje)
- železniční trať Haifa–Bejt Še'an (obnovena po více než 60 letech v úseku z Haify na východ)
- východní železniční trať (částečně zrušená, zčásti jen pro nákladní dopravu)

Většina tratí vychází z Tel Avivu, kde se do severojižního dopravního koridoru zvaného Ajalonská dálnice, podle dálnice číslo 20 koncentrují hlavní železniční stanice, zejména železniční stanice Tel Aviv Savidor merkaz, železniční stanice Tel Aviv ha-Šalom a železniční stanice Tel Aviv ha-Hagana.

## Linkové vedení izraelských drah
Izraelské dráhy provozovaly dle údajů k roku 2011 osm linek osobní přepravy cestujících.
- linka Naharija - Beerševa (od severu země přes Haifu, Tel Aviv, Lod do Beerševy)
- linka Naharija - Modi'in (od severu země přes Haifu, Tel Aviv, Ben Gurionovo mezinárodní letiště do Modi'inu)
- linka Haifa - Kirjat Mockin (zastávkový spoj v aglomeraci Haify)
- linka Binjamina - Aškelon (zastávkový spoj v aglomeraci Tel Avivu a přes Lod na jih do Aškelonu)
- linka Hod ha-Šaron - Rišon le-Cijon (zastávkový spoj v aglomeraci Tel Avivu)
- linka Tel Aviv - Rišon le-Cijon (zastávkový spoj v aglomeraci Tel Avivu)
- linka Beerševa - Dimona (pouze spojení dvou koncových stanic)
- linka Tel Aviv - Jeruzalém (spojení obou měst po historické trase z konce 19. století)

## Fotogalerie

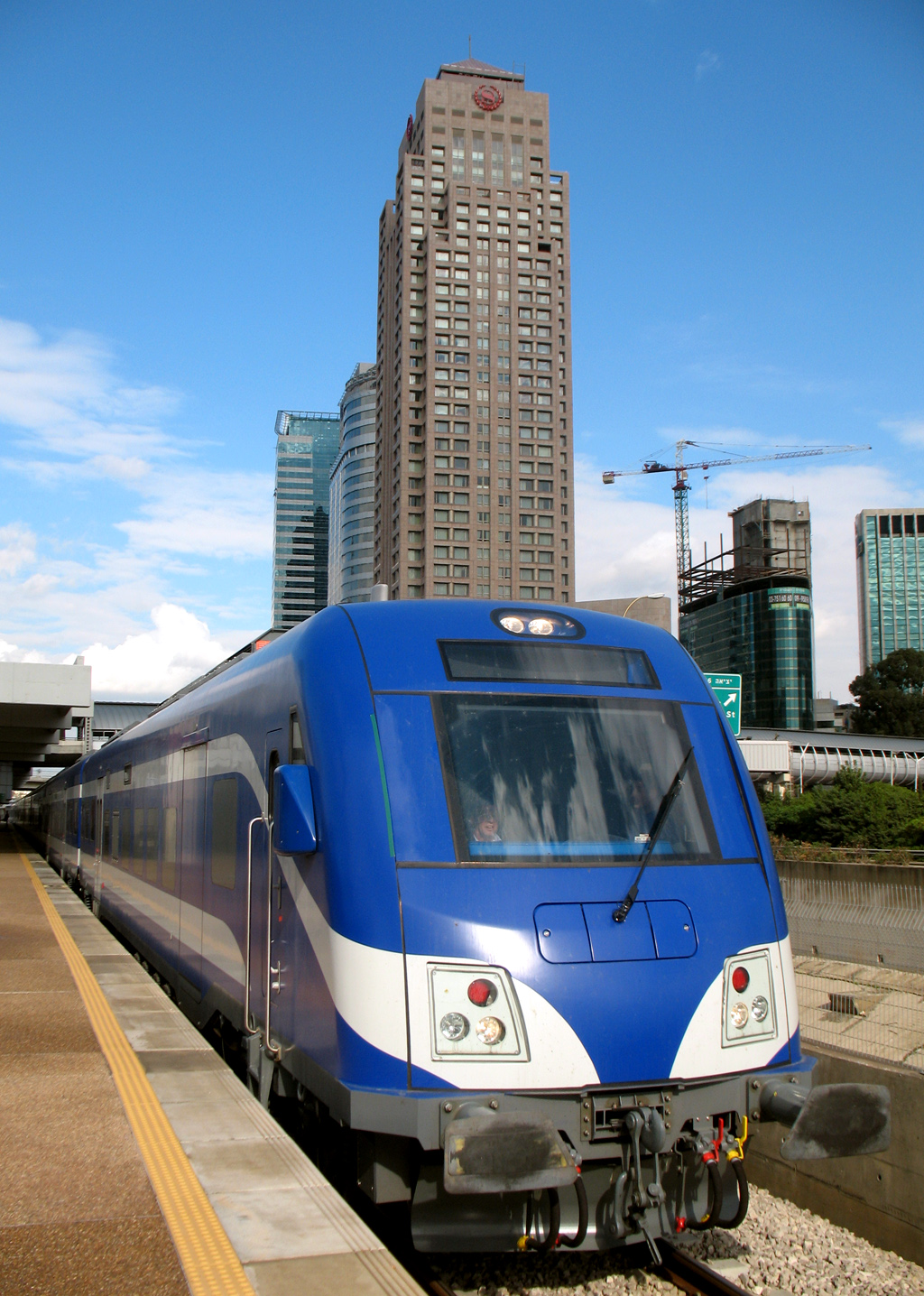
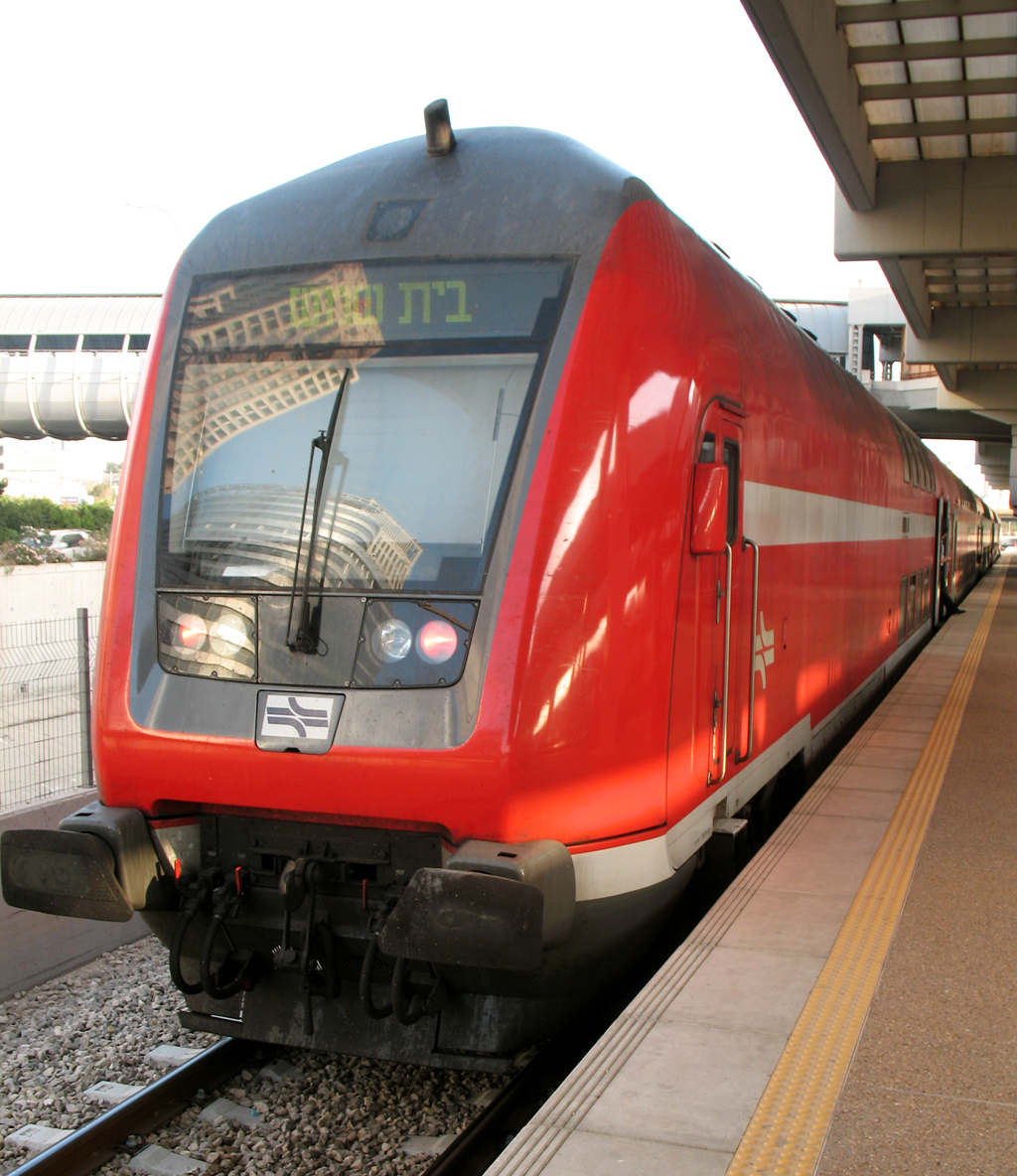
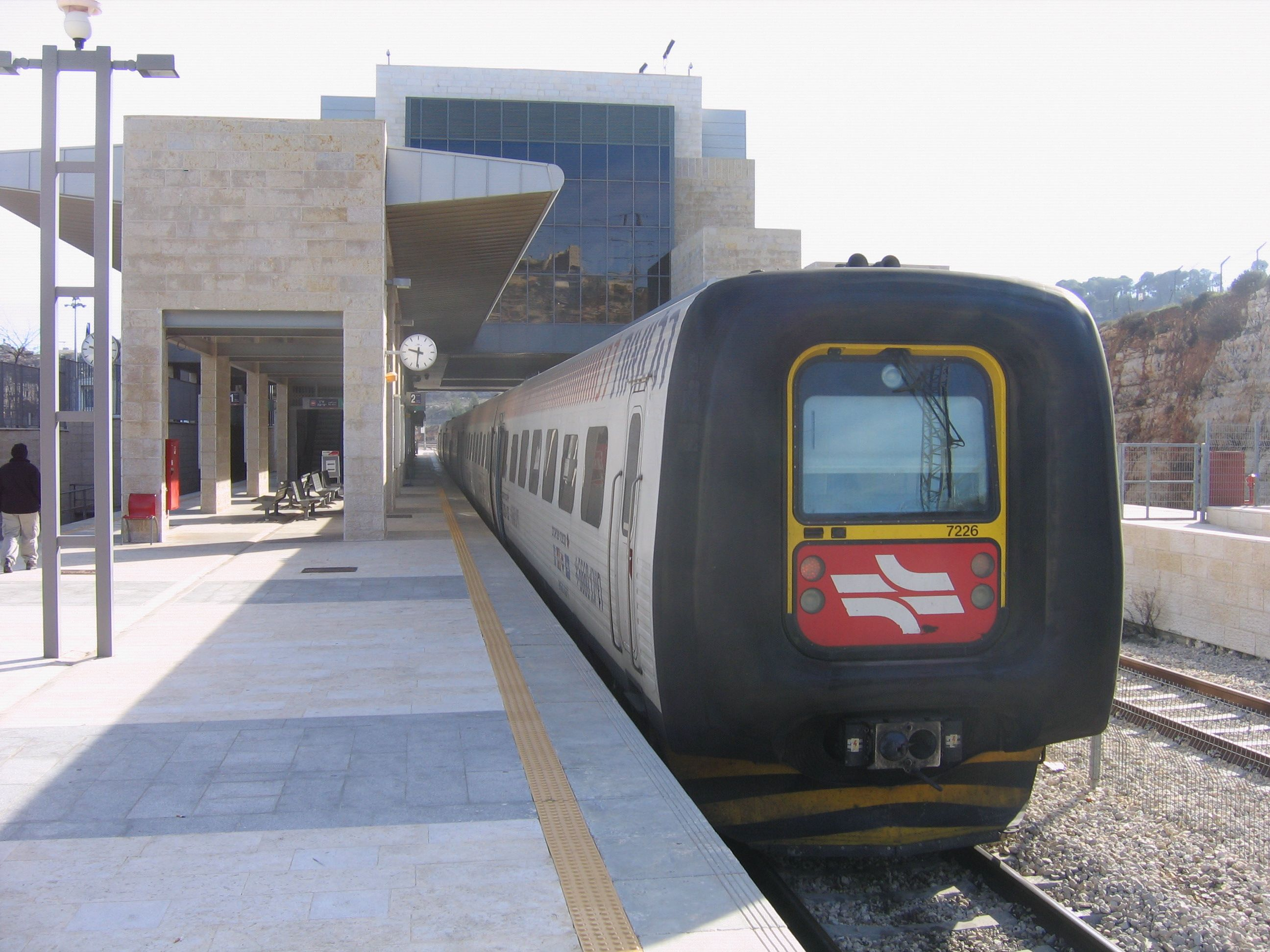